# Ergí (militar grec)
Ergi (en llatí Erginus, en grec antic Ἐργῖνος) fou un militar grec sirià.
Estava de servei a la ciutadella de Corint i la va entregar a Àrat de Sició cap de la Lliga Aquea al que va revelar el camí secret per on es podia accedir al lloc. Va rebre pel servei i la traïció 60 talents de mans d'Àrat. Més tard va intentar un cop de mà per alliberar els periecs del jou d'Antígon II Gònates, però va fracassar en no tenir el suport d'Àrat, segons Plutarc.